# Ölbers
Die Ortslage Ölbers im Wohnquartier Osterholz im Wuppertaler Stadtbezirk Vohwinkel geht auf eine alte Hofschaft zurück.

## Lage
Die Hofschaft befindet sich im äußersten Westen des Stadtteils in der Sohle der Vohwinkeler Senke. Die Straße ‚Derken‘ zweigt hier an der Ortslage von der ‚Gruitener Straße‘ nach Norden ab und führt nach Simonshöfchen.
Benachbarte Ortslagen sind: Osterholz, Simonshöfchen, Krutscheid, Simonshaus, Zur Linden, Schrotzberg, Porten und wüst gefallen Steeg.

## Geschichte
Ölbers, eine kleine Hofschaft, gehörte bis zu Beginn des 19. Jahrhunderts zur Oberste Honschaft Haan im bergischen Amt Solingen.
Auf einer Karte von 1824 ist die Ortslage als ‚Oelbers‘ und 1843 als ‚Olbers‘ beschriftet. Eine frühere Namensnennung als ‚Ölpers‘, ‚Olberts‘, ‚Ölbershauß‘ und ‚Albershuys‘ wird auch erwähnt. Auf den topographischen Karten (TK25) ab 1892/94 ist die Ortslage dann als ‚Ölbers‘ beschriftet.
Die Trasse der Bahnstrecke Düsseldorf–Elberfeld wurde in den Jahren 1838 bis 1841 von der Düsseldorf-Elberfelder Eisenbahn-Gesellschaft unmittelbar am südlichen Rand der Ortslage gebaut. Ab 1907 wurde das Gelände nach Süden erweitert und der nun ehemalige Rangierbahnhof Vohwinkel angelegt.
Die Hofanlage gehörte zum Kirchspiel Haan und kam 1894 nach Vohwinkel, das 1929 mit Elberfeld und Barmen zu Wuppertal vereinigt wurde.